# Standard Athletic Club
Câu lạc bộ thể thao tiêu chuẩn là một câu lạc bộ xã hội của Anh ở Paris, được thành lập vào ngày 1 tháng 3 năm 1890, là một trong những câu lạc bộ bóng đá đầu tiên ở Pháp. Câu lạc bộ thể thao tiêu chuẩn đã giành chức vô địch bóng đá Pháp đầu tiên vào năm 1894, và sau đó một lần nữa vào năm 1895, 1897, 1898 và 1901. Đội cũng đại diện cho Pháp cho trận đấu Cricket một và duy nhất trong Thế vận hội 1900.

## Lịch sử
Câu lạc bộ được thành lập vào ngày 1 tháng 3 năm 1890, trong phòng sau của quán bar "Horse shoe" tại đường phố Copernic ở quận 8.
Câu lạc bộ đã giành giải vô địch bóng đá đầu tiên của Pháp vào năm 1894 và cung cấp cho hầu hết các cầu thủ đội tuyển Pháp chơi trận đấu cricket duy nhất từng được tổ chức tại một Olympic, tại Thế vận hội Olympic Paris 1900. Cho đến chiến tranh, các hoạt động thể thao chính là bóng đá, quần vợt, khúc côn cầu và cricket. Các đội khúc côn cầu đã chơi ở giải hạng nhất quốc gia.
Trong những ngày đầu, Câu lạc bộ chỉ đơn giản là một hiệp hội lỏng lẻo bởi những người Anh trẻ tuổi muốn chơi thể thao cùng nhau trong bois de Boulogne, nhưng dần dần phát triển đến một kích thước nơi các sân đấu được thuê vào năm 1906 tại Val d'Or ở Suresnes.
Năm 1922, quyết định lịch sử để đảm bảo một ngôi nhà vĩnh viễn cho Câu lạc bộ đã dẫn đến việc mua căn cứ của đội hiện tại ở Meudon. Trong Thế chiến II, Câu lạc bộ đã được tiếp quản và sử dụng làm trạm gây nhiễu radar.
Ngay trước khi giải phóng Paris năm 1944, toàn bộ tầng trên cùng của ngôi nhà đã bị nổ tung. Nhà câu lạc bộ mới được khánh thành bởi Nữ hoàng Elizabeth Elizabeth II vào năm 1957 và 1972.
Hồ bơi được khai trương vào năm 1962; golf xuất hiện lần đầu vào năm 1979; và sân bóng quần đầu tiên được xây dựng vào năm 1976. Một thành viên Câu lạc bộ thể thao tiêu chuẩn là nhà vô địch bóng quần đầu tiên của Pháp.

## Danh hiệu
- Vô địch USFSA của Pháp ( 1894 Từ1919) (5): 1894, 1895, 1897, 1898, 1901
- Người tham gia sáng lập (1 trên 32) của Coupe de France vào năm 1917.

## liên kết ngoài
- Standard Athletic Club official website